# 非翻訳領域
非翻訳領域（ひほんやくりょういき、untranslated region: UTR）はmRNA のコーディング領域の両側のタンパク質に翻訳されない領域を指す。

成熟mRNA の構造

上流の非翻訳領域は5' 非翻訳領域（5' UTR：Five prime untranslated region）と呼ばれ、その5' 端は成熟mRNA ではキャップ構造の付加が起こる。一方下流の非翻訳領域は3' 非翻訳領域（3' UTR：Three prime untranslated region）と呼ばれ、その3' 端は成熟mRNA ではポリアデニル化によりpoly(A) 鎖の付加が起こる。これらキャップ構造やpoly(A) 鎖の付加はmRNA の安定性を高め、キャップ構造はリボゾームを呼び込む働きを持っている。
また非翻訳領域にはIRES（internal ribosome entry site）等の翻訳を促進する構造があり、翻訳を調節する機能を保持している。更にmiRNA の結合部位の多くは3' 非翻訳領域に存在する場合が多く、mRNA 分解の調節に役割を果たしている。